# Ким
Ким, народни називи: дивљи кумин, кимељ, кимин (лат. Carum carvi), зачинска је биљка. Познавали су га и користили арапски лекари, одакле је пренет у Европу. Гаји се у многим земљама, а највише у Холандији (највећи светски извозник кима), Пољској, Немачкој, Русији. У Србији се гаји у Војводини.

## Карактеристике
Ким је једногодишња или двогодишња биљка. Двогодишња форма у првој години формира лисну лозету (висине око 25 cm), а у другој усправну, у горњем делу гранату стабљику висине до 1,5 m. Корен је вретенаст, беле до бледожуте боје, дужине до 20 cm. Листови су двојно или тројно перасто дељени, наизменично постављени на стабљици.
Цветови су ситни, беле до бледоружичасте боје, груписани у сложену штитолику цваст. На ободу штита смештени су већи цветови. Круница се састоји од 5 круничних листића. Цвета од маја до јула месеца.
Плод је шизокарпијум, издужено елиптичног облика, састављен од два плода, смеђе је боје, дугуљаст, дужине до 7 mm, ширине до 1,2 mm. На плоду се налази више ребара, а између њих су каналићи испуњени етарским уљем. Маса 1000 зрна је 2-3,5 g.

## Хемијски састав и употреба
Ким се гаји ради плода (Carvi fructus) који садржи 2-7% етарског уља (Carvi aetheroleum). Спречава појаву грчева у органима за варење, појачава рад желуца, појачава лучење жучи.
Етарско уље кима добија се дестилацијом помоћу водене паре из зрелих, здробљених плодова. Етарcко уље је бистро, безбојно до бледожућкасто, пријатног ароматичног мириса и нагорког укуса. Главни састојци уља су карвон (50—80%) и д-лимонен (15—35%). Карактеристичан мирис етарског уља потиче од карвона.
Ким и етарско уље се користе као зачин, коригенс и конзерванс у прехрамбеној индустрији. Етарско уље се користи у козметичкој и парфимеријској индустрији.
Користи се као храна за стоку у виду зелене масе или плода јер делује на органе варења и повећава млечност крава.

## Технологија гајења
Ким расте у различитим еколошким условима, од равничарских до брдских области. Тражи отворена и сунчана места. Може се успешно гајити на скоро свим типовима земљишта.
Најбоље приносе даје на плодном, хумусом богатом земљишту. Добро подноси ниске температуре (и до -25 °C). Годишња сума падавина потребна за успешно гајење кима износи око 600 mm.
Усев кима се заснива директном сетвом. Сеје се у марту врстачном сејалицом, на размаку између редова 35-40 cm са 10-12 kg/ha семена. Семе ниче за око три недеље.

### Мере неге
У усеву кима примењује се култивирање, окопавање и прихрањивање. Прво култивирање је после ницања, а друго две до три недеље после првог, у зависности од појаве корова. Уједно се и прихрањује са 30 kg/ha N. У борби против корова могу се применити хербициди. Вишегодишњи корови сузбијају се механички. У другој години у почетку вегетације уноси се ок 80 kg/ha чистог азота (уз окопавање). Пошто се плод кима лако осипа, у време зрења није препоручљиво улазити у усев.
Ким је подложан нападу више проузроковача болести и штеточина. Од гљивичних болести јавља се пепелница, рђа, пегавост стабла, бела трулеж, пламењача.
Плодови кима сазревају неравномерно, па је услед тога тешко одредити моменат жетве. Коси се када ок 50% плодова има сивомрку боју. Обично сазрева крајем јуна. На већим површинама жање се комбајном. После жетве плодови се рашире у танком слоју и суше на промаји. Осушени плодови се пакују у вишеслојне папирне вреће и чувају заштићени од светлости. У зависности од услова производње, принос плодова једногодишње форме је 600—1200 kg, а двогодишње 1—2 t/ha.
Табела 1. За етарско уље кима- Carvi aetheroleum Завод за стандардизацију је прописао стандард JUS H.H9.054
| Својства                         | Карактеристике                                                                               |
| -------------------------------- | -------------------------------------------------------------------------------------------- |
| Изглед                           | Покретљива течност                                                                           |
| Боја                             | Безбојна до боје ћилибара                                                                    |
| Мирис                            | Својствен, ароматичан                                                                        |
| Укус                             | На анис, ароматичан                                                                          |
| Релативна густина на 20 °C/20 °C | 0,905—0,920                                                                                  |
| Индекс рефракције                | 1,484—1,489                                                                                  |
| Оптичка ротација на 20 °C        | +67°—+81 °C                                                                                  |
| Мешљивост у етанолу 80% на 20 °C | 1 запремина уља се раствара у највише 8 запремина етанола 80% на 20 °C и даље бистар раствор |
| Киселински број                  | највише 1,0                                                                                  |
| Карбонилни број                  | 50—65% карвона                                                                               |